# Invicti athletae Christi

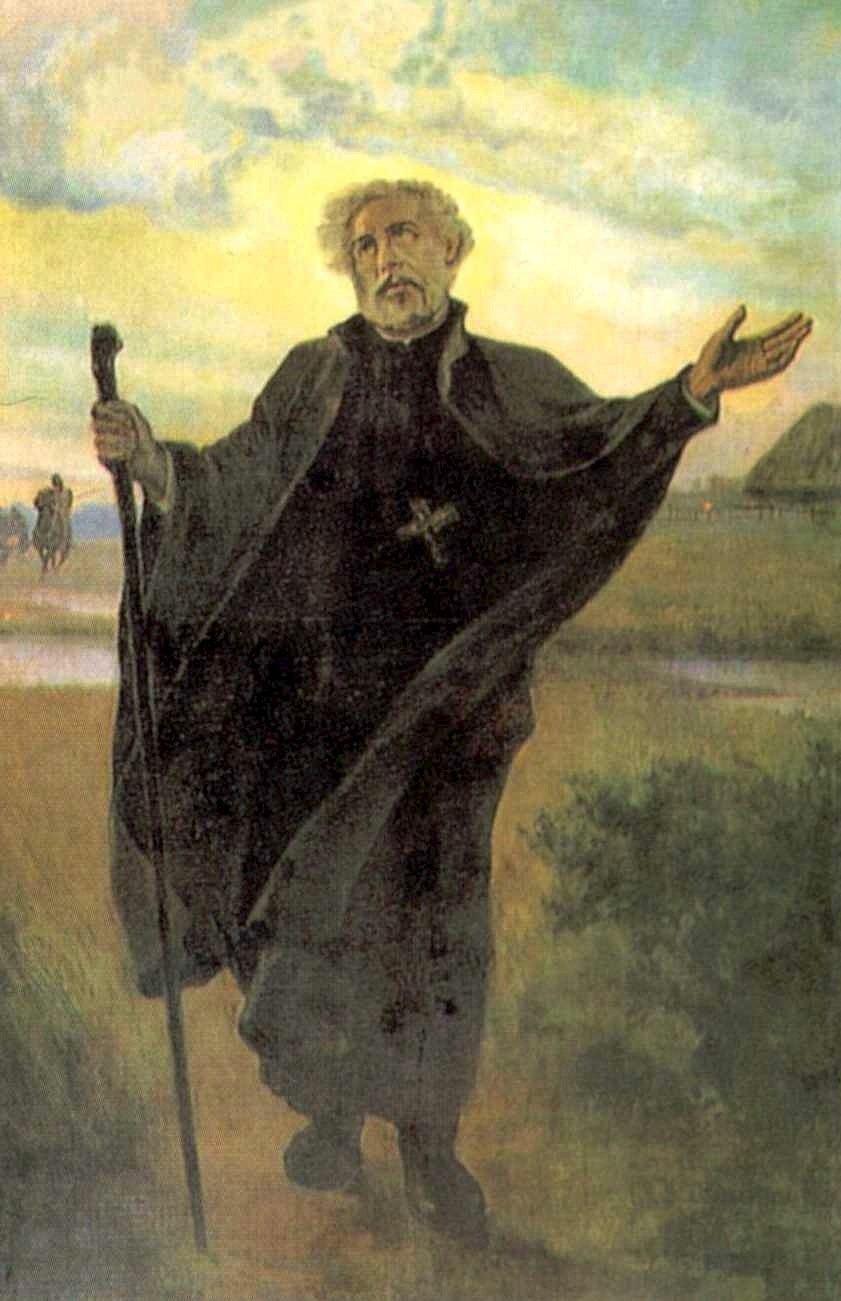
H. Andreas Bobola

Invicti Athletae Christi (Latijn voor de onoverwonnen strijder voor Christus) is een encycliek die paus Pius XII op 16 mei 1957 uitvaardigde ter gelegenheid van de driehonderdste sterfdag van de Poolse heilige en martelaar Andreas Bobola.

## Achtergrond
Andreas werd in 1591 geboren in een adellijke familie in Strachocina in Polen. In 1611 trad hij toe tot de Sociëteit van Jezus. Vanaf 1652 werkte hij als missionaris in Litouwen. Op 16 mei 1657 werd hij gevangengenomen in het dorpje Peredil in Litouwen door de kozakken van Chmielnicki. Hij werd onderworpen aan lange en pijnlijke martelingen en werd ten slotte in Janów Poleski vermoord. In het begin van de achttiende eeuw wist niemand waar zijn lichaam begraven lag. In 1701 kreeg pater Martin Godebski, de rector van het college in Pinsk (Litouwen) een visioen van Andreas Bobola. Nadien ging hij op zoek naar het lichaam, hetgeen geheel onaangetast werd gevonden. De bolsjewieken vervoerden het lichaam in 1922 voor een tentoonstelling naar Moskou. In mei 1924 werd het aan de Heilige Stoel geschonken uit dankbaarheid voor hulp bij een hongersnood. Sinds 17 juni 1938 bevindt het lichaam van Bobola zich in Warschau.
Bobola werd door paus Pius IX zalig verklaard op 30 oktober 1853. Paus Pius XI verklaarde hem heilig op 17 april 1938. 

## De encycliek
Paus Pius karakteriseert Bobola in zijn encycliek als een onoverwinnelijke strijder voor het Christelijk geloof. Hij houdt zijn lezers voor dat ook vandaag de dag de kerk blootgesteld is aan vele gevaren, die een vergelijkbare dapperheid van de gelovigen vragen als die werd opgebracht door Bobola. Diens martelaarschap wordt in de encycliek breed uitgemeten. De paus roept alle priesters op zich in woord en geschrift te verzetten tegen alle aanvallen op de (christelijke) waarheid. Bij dat verzet moge het leven van Andreas Bobola tot voorbeeld strekken. De encycliek eindigt met een speciale groet aan het Poolse volk, aan wie hij met name het voorbeeld van Bobola voorhoudt, in deze tijden van beproevingen voor de Katholieke Kerk in Polen. 